# Sunday Assembly

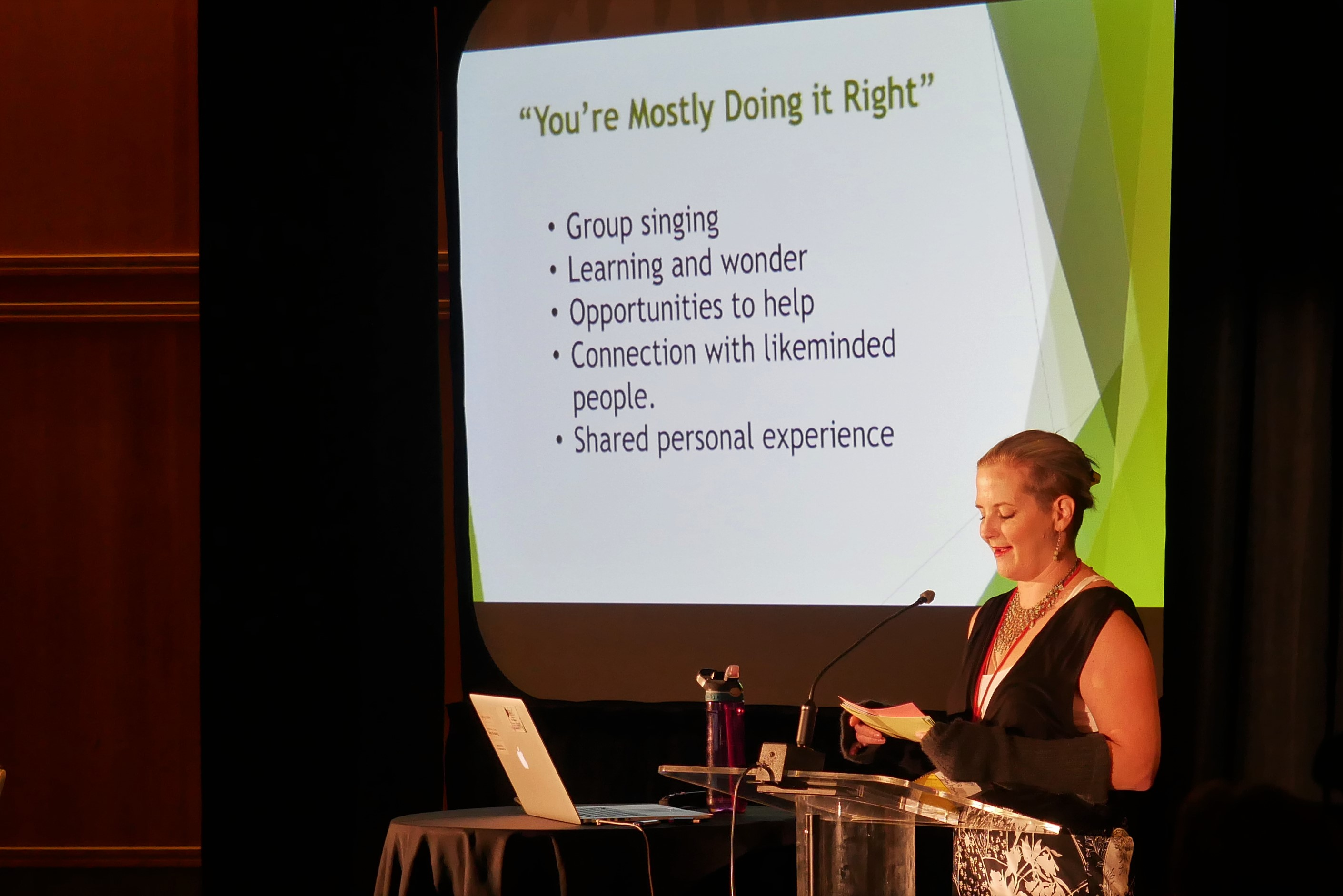
Amy Boyle, cofondatrice et directrice exécutive de l'assemblée dominicale, lors de l'événement Freethought Alliance en 2018

La Sunday Assembly ou assemblée dominicale est un rassemblement non-religieux co-fondé par Sanderson Jones et Pippa Evans en janvier 2013 à Londres. La Sunday Assembly s'adresse principalement aux non-croyants qui veulent une expérience communautaire semblable à une assemblée religieuse; cependant les croyants sont également les bienvenus.

## Naissance et expansion
L'année 2013 voit l'apparition d' une "église athée" ou encore d'une "Sunday Assembly" (assemblée dominicale) au Royaume-Uni,. Ce mouvement, qui se veut athée, reprend cependant durant leurs assemblées, les principaux codes et valeurs du christianisme, hormis la métaphysique. Le public écoute un prédicateur, chante, se recueille, mais ne prie pas. Le concept se développe et bientôt, la "Sunday Assembly" apparait en France,.

## Public
La Sunday Assembly est ouverte à tous, croyants ou non-croyants. En 2014, dans Le Monde des religions, Chelsea Williams, la présidente de l'association parisienne précise : Ici, certains sont croyants, d'autres agnostiques ou encore athées, (...). Nous ne sommes pas là pour dire si Dieu existe ou non. Nous sommes là pour créer une communauté autour de valeurs communes.